# Rivière Brisson
Rivière Brisson är ett vattendrag i Kanada.   Det ligger i provinsen Québec, i den östra delen av landet, 700 km nordost om huvudstaden Ottawa. Rivière Brisson ligger vid sjön Lac Euclide.
I omgivningarna runt Rivière Brisson växer i huvudsak barrskog. Runt Rivière Brisson är det glesbefolkat, med 16 invånare per kvadratkilometer.